# Butler Mons
Il Butler Mons è una struttura geologica sulla superficie di Caronte.